# Gaf (alfabeto persiano)

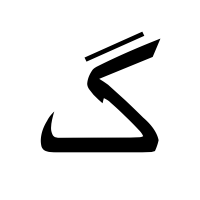

Gāf (in persiano گاف‎ /ɡ/) è una lettera usata nella lingua persiana, per rappresentare l'Occlusiva velare sonora ⟨g⟩.
Di questa lettera esistono 4 forme, una per ogni diverso alfabeto:
- گ nell'alfabeto persiano
- ݢ nell'alfabetoJawi
- ࢴ/ڮ nell'alfabeto Pegon
- ګ nella lingua Pashto

## Scrittura e traslitterazione
La gaf' viene scritta in varie forme in funzione della sua posizione all'interno di una parola.
La forma più comune digāf (گ) è basata sulla letterakāf con l'aggiunta di una linea. Si usa raramente nell'arabo standard ima è usata per rappresentare il suono /ɡ/ in altre lingue.
Si usa di frequente nel persiano, nel Pashto,nell'Uiguro, nell'Urdu e nel curdo. È usato comunemente nell'arabo mesopotamico.
| Forma isolata | Forma finale | Forma intermedia | Forma iniziale |
| گ             | ــگ…         | …ــگـ…           | …گــ           |

Nella traslitterazione dal persiano è associata a gh.
In altre forme:

### Kaf con anello
È usata nell'alfabeto arabo per la lingua pashtu.
| Forma isolata | Forma finale | Forma intermedia | Forma iniziale |
| ګ             | ـګ…          | …ــګـ…           | …ګــ           |

### Kaf con singolo punto
La forma con singolo punto è usata nella scrittura araba Jawi.
| Forma isolata | Forma finale | Forma intermedia | Forma iniziale |
| ݢ             | ــݢ…         | …ـــݢـ…          | …ݢـ            |

### Kaf con tre punti sotto
La forma con tre punti è usata nella scrittura araba Pegon per le lingue indonesiane.
| Forma isolata | Forma finale | Forma intermedia | Forma iniziale |
| ڮ             | ـڮ…          | …ـــڮـ…          | …ڮـ            |

## Informatica
| Carattere                          | ګ              | ګ              | ڬ                   | ڬ                   | ڮ                     | ڮ                     | گ        | گ           | ࢰ                        | ࢰ                        |
| ---------------------------------- | -------------- | -------------- | ------------------- | ------------------- | --------------------- | --------------------- | -------- | ----------- | ------------------------ | ------------------------ |
| Nome Unicode                       | Kaf con anello | Kaf con anello | kaf con punto sopra | kaf con punto sopra | kaf con 3 punti sotto | kaf con 3 punti sotto | Gaf      | Gaf         | Gaf con tratto invertito | Gaf con tratto invertito |
| Codifiche                          | decimale       | esadecimale    | decimale            | esadecimale         | decimale              | esadecimale           | decimale | esadecimale | decimale                 | esadecimale              |
| Unicode                            | 1707           | U+06AB         | 1708                | U+06AC              | 1710                  | U+06AE                | 1711     | U+06AF      | 2224                     | U+08B0                   |
| UTF-8                              | 218 171        | DA AB          | 218 172             | DA AC               | 218 174               | DA AE                 | 218 175  | DA AF       | 224 162 176              | E0 A2 B0                 |
| riferimento numerico dei caratteri | &#1707;        | &#x6AB;        | &#1708;             | &#x6AC;             | &#1710;               | &#x6AE;               | &#1711;  | &#x6AF;     | &#2224;                  | &#x8B0;                  |